# Tide of Empire
Tide of Empire  (1929) és un western estatunidenc del 1929 dirigit per Allan Dwan. El film és protagonitzat per Renée Adorée i Tom Keene. El film originalment havia de ser protagonitzat per Joan Crawford en el paper femení principal, però al the final Renée Adorée va ocupar el lloc de Crawford.
El gener del 2010, Tide of Empire va sortir en DVD a la Warner Archive Collection.
Buster Keaton, que va visitar el rodatge, va fer un cameo com un borratxo que fan fora d'un saloon.

## Argument
Un condemnat a mort decideix arreglar uns assumptes familiars amb la seva mare i germana abans de morir.

## Repartiment
- Joan Crawford: Josephita Guerrero
- Tom Keene: Dermond D'Arcy
- Fred Kohler: Cannon
- George Fawcett: Don Jose
- William Collier Jr.: Romaldo
- James Bradbury Sr.: Jabez
- Harry Gribbon: O'Shea
- Paul Hurst: Poppy